# التقدم في الذكاء الاصطناعي
```

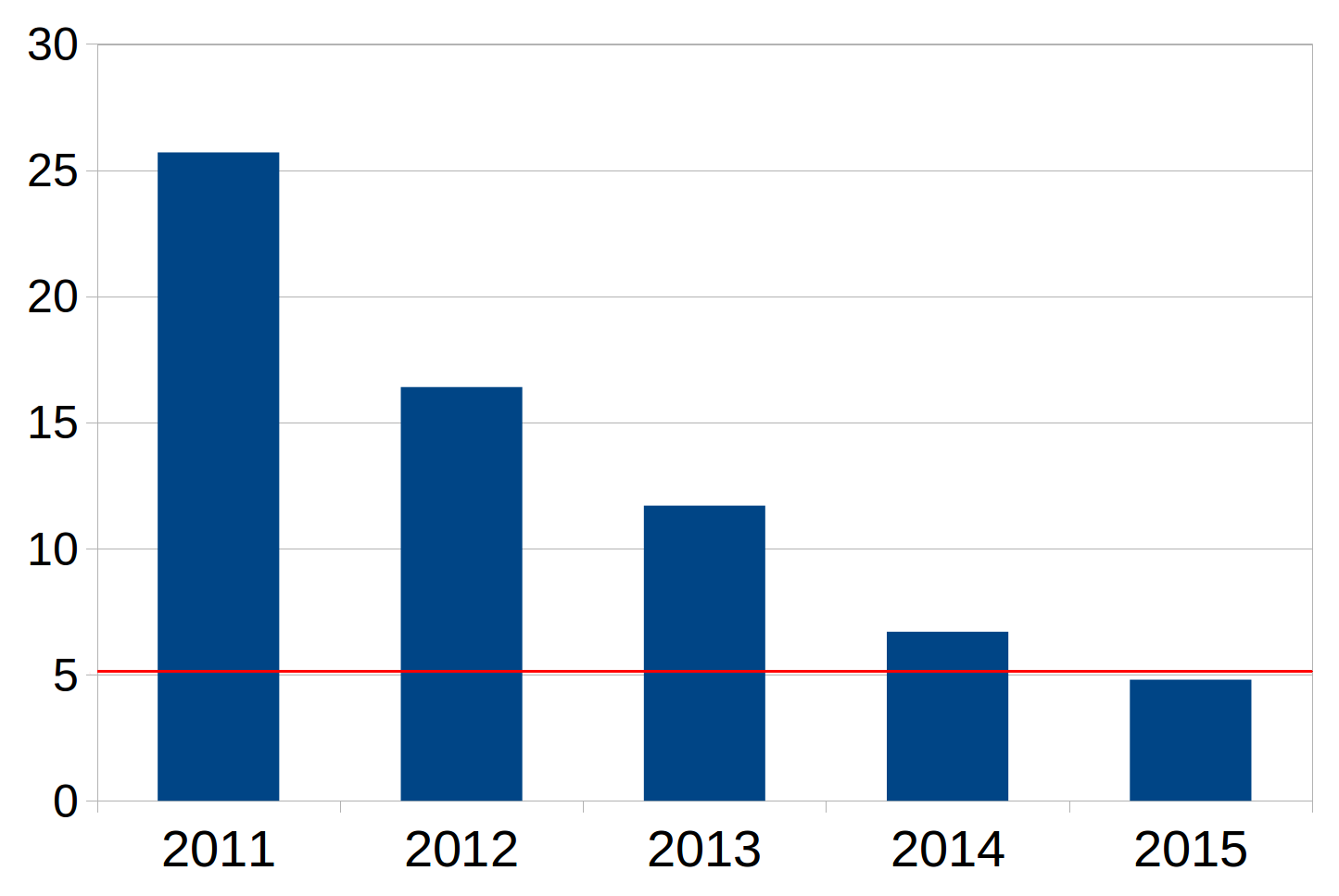
التقدم في التصنيف الآلي للصور
---- معدل الخطأ في الذكاء الاصطناعي حسب السنة.الخط الأحمر - معدل خطأ الإنسان المدرب في مهمة معينة.

التقدم في الذكاء الاصطناعي
 ( 
بالانجليزية
Progress in artificial: intelligence ) يشير إلى التقدم والإنجازات التي تم تحقيقها في مجال الذكاء الاصطناعي مع مرور الوقت. الذكاء الاصطناعي هو فرع متعدد التخصصات من علوم الحاسب الآلي يهدف إلى إنشاء آلات وأنظمة قادرة على أداء المهام التي تتطلب عادة الذكاء البشري.
```

اُستخدمت تطبيقات الذكاء الاصطناعي في مجموعة واسعة من المجالات بما في ذلك التشخيص الطبي، والتطبيقات الاقتصادية والمالية، والتحكم في الروبوت، والقانون ، والاكتشاف العلمي كذلك، وألعاب الفيديو ، وألعاب الأطفال. ومع ذلك، لاتعتبر كل التطبيقات للذكاء الاصطناعي في حد ذاتها ذكاءا اصطناعيا : "لقد تم ترشيح الكثير من تطبيقات الذكاء الاصطناعي المتطورة إلى تطبيقات عامة، غالبًا دون أن يطلق عليها اسم الذكاء الاصطناعي لأنه بمجرد أن يصبح شيء ما مفيدًا وشائعًا بدرجة كافية، فإنه لا يُسمى ذكاء اصطناعي بعد الآن ."  "الالاف من تطبيقات الذكاء الاصطناعي مدمجة بعمق في البنية التحتية لكل صناعة."  في أواخر التسعينيات وأوائل القرن الحادي والعشرين، أصبحت تكنولوجيا الذكاء الاصطناعي تُستخدم على نطاق واسع كعناصر لأنظمة أكبر،  ولكن نادرًا ما يُنسب الفضل إلى هذا المجال في هذه النجاحات في ذلك الوقت.
يقوم كابلان وهاينلاين ببناء الذكاء الاصطناعي على ثلاث مراحل تطورية:
1. الذكاء الاصطناعي الضيق - تطبيق الذكاء الاصطناعي فقط على مهام محددة؛
2. الذكاء العام الاصطناعي تطبيق الذكاء الاصطناعي على العديد من المجالات والقادر على حل المشكلات التي لم تكن مصممة من أجلها بشكل مستقل؛
3. الذكاء الاصطناعي الفائق – تطبيق الذكاء الاصطناعي على أي مجال قادر على الإبداع العلمي والمهارات الاجتماعية والحكمة العامة.[2]

كي تتم المقارنة مع الاداء البشري ، يمكن تقييم الذكاء الاصطناعي على أساس مشاكل مقيدة ومحددة بشكل جيد. وقد تم تسمية مثل هذه الاختبارات باختبارات تورينج المتخصصة. كما أن المشكلات الأصغر توفر أهدافًا أكثر قابلية للتحقيق، وهناك عدد متزايد باستمرار من النتائج الإيجابية.
لا يزال البشر يتفوقون بشكل كبير على كل من شات جي بي تي 4 والنماذج المدربة وفقًا لمعيار ConceptARC الذي سجل 60% في معظم الفئات، و77% في فئة واحدة، بينما حقق البشر 91% في جميع الفئات و97% في فئة واحدة.

## الأداء الحالي في مجالات محددة
هناك العديد من القدرات المفيدة التي يمكن وصفها بأنها تظهر شكلاً من أشكال الذكاء. وهذا يعطي نظرة أفضل للنجاح المقارن للذكاء الاصطناعي في مجالات مختلفة.
الذكاء الاصطناعي، مثل الكهرباء أو المحرك البخاري، هو تقنية ذات أغراض عامة . لا يوجد إجماع حول كيفية تحديد المهام التي يميل الذكاء الاصطناعي إلى التفوق فيها. تلاحظ بعض إصدارات مفارقة مورافيك أن البشر هم أكثر عرضة للتفوق على الآلات في مجالات مثل البراعة الجسدية التي كانت الهدف المباشر للانتقاء الطبيعي. في حين نجحت مشاريع مثل AlphaZero في توليد المعرفة الخاصة بها من الصفر، فإن العديد من مشاريع التعلم الآلي الأخرى تتطلب مجموعات بيانات تدريب كبيرة. اقترح الباحث أندرو إنج ، باعتبارها "قاعدة عامة غير كاملة إلى حد كبير"، أن "أي شيء يمكن أن يفعله الإنسان العادي تقريبًا بأقل من ثانية واحدة من التفكير العقلي، ربما يمكننا الآن أو في المستقبل القريب أتمتة باستخدام الذكاء الاصطناعي".
توفر الألعاب معيارًا رفيع المستوى لتقييم معدلات التقدم؛ تتمتع العديد من الألعاب بقاعدة كبيرة من اللاعبين المحترفين ونظام تصنيف تنافسي راسخ. أنهى برنامج AlphaGo عصر معايير ألعاب الطاولة الكلاسيكية عندما أثبت الذكاء الاصطناعي قدرته التنافسية على البشر في عام 2016. هزم برنامج AlphaGo AI التابع لشركة Deep Mind أفضل لاعب Go محترف في العالم Lee Sedol . توفر الألعاب ذات المعرفة غير الكاملة تحديات جديدة للذكاء الاصطناعي في مجال نظرية الألعاب ؛ تم الانتهاء من أبرز المعالم في هذا المجال بفوز Libratus في لعبة البوكر في عام 2017. تستمر الرياضات الإلكترونية في تقديم معايير إضافية؛ لقد تفاعل Facebook AI و Deepmind وآخرون مع امتياز StarCraft الشهير لألعاب الفيديو.
يمكن تقديم فئات واسعة من نتائج اختبار الذكاء الاصطناعي على النحو التالي:
- الأمثل : ليس من الممكن تقديم أداء أفضل (ملاحظة: تم حل بعض هذه الإدخالات بواسطة البشر)
- الإنسان الخارق : يؤدي أداءً أفضل من جميع البشر
- الإنسان العالي : يؤدي أداءً أفضل من معظم البشر
- شبه الإنسان : يؤدي أداءً مشابهًا لمعظم البشر
- دون الإنسان : يؤدي أداء أسوأ من معظم البشر

### الأفضل
- تيك تاك تو
- الاتصال الرابع : 1988
- لعبة الداما (المعروفة أيضًا باسم مسودات 8 × 8): تم حلها بشكل ضعيف (2007) [16]
- مكعب روبيك : تم حله في الغالب (2010) [17]
- لعبة البوكر هولدم الفردية : مثالية إحصائيًا بمعنى أن "عمر الإنسان من اللعب ليس كافيًا لإثبات ذات دلالة إحصائية أن الإستراتيجية ليست حلاً دقيقًا" (2015) [18]

### محاكي الإنسان الخارق
- عطيل (ويعرف أيضًا باسم ريفيرسي): ج. 1997 [19]
- الخربشة :[20][21] 2006 [22]
- لعبة الطاولة : ج. 1995-2002 [23][24]
- الشطرنج : الكمبيوتر العملاق (ج. 1997); الكمبيوتر الشخصي (ج. 2006)؛ [25] الهاتف المحمول (ج. 2009)؛ [26] الكمبيوتر يهزم الإنسان + الكمبيوتر (ج. 2017) [27]
- خطر! : الإجابة على الأسئلة ، على الرغم من أن الجهاز لم يستخدم التعرف على الكلام (2011) [28][29]
- أريما : 2015 [30][31]
- شوجي : ج. 2017 [32]
- قو : 2017 [33]
- لعبة البوكر هولديم بلا حدود الفردية: 2017 [34]
- لعبة البوكر هولديم بلا حدود لستة لاعبين: 2019 [35]
- غران توريزمو سبورت : 2022 [36]

### الإنسان العالي
- الكلمات المتقاطعة : ج. 2012 [37][38]
- المدنية الحرة : 2016 [39]
- دي أو تي ايه 2 : 2018 [40]
- لعب بطاقة الجسر : وفقًا لمراجعة عام 2009، "تحصل أفضل البرامج على مكانة الخبراء كلاعبي بطاقة (جسر)"، باستثناء المزايدة.[41]
- ستار كرافت II : 2019 [42]
- جونغ : 2019 [43]
- الإستراتيجية : 2022 [44]
- الدبلوماسية الخالية من الصحافة : 2022 [45]
- هنابي : 2022 [46]
- معالجة اللغة الطبيعية[بحاجة لمصدر]</link>

### شبه بشري
- التعرف البصري على الأحرف وفقًا للمعيار ISO 1073-1:1976 والأحرف الخاصة المشابهة.[بحاجة لمصدر]</link>[ بحاجة لمصدر ]
- تصنيف الصور [47]
- التعرف على خط اليد [48]
- التعرف على الوجه [49]
- الإجابة على الأسئلة المرئية [50]
- SQuAD 2.0 معيار القراءة والفهم باللغة الإنجليزية (2019) [51]
- SuperGLUE معيار فهم اللغة الإنجليزية (2020) [51]
- بعض امتحانات العلوم المدرسية (2019) [52]
- بعض المهام المبنية على مصفوفات رافين التقدمية [53]
- العديد من ألعاب أتاري 2600 (2015) [54]

### شبه الإنسان
- التعرف البصري على الأحرف للنص المطبوع (أقرب إلى المستوى البشري بالنسبة للنص المكتوب بالنص اللاتيني)
- التعرف على الأشياء
- مهام الروبوتات المختلفة التي قد تتطلب تطورات في أجهزة الروبوت بالإضافة إلى الذكاء الاصطناعي، بما في ذلك:
  - حركة مستقرة على قدمين: يمكن للروبوتات ذات قدمين المشي، ولكنها أقل استقرارًا من أجهزة المشي البشرية (اعتبارًا من عام 2017) [55]
  - كرة القدم البشرية [56]
- التعرف على الكلام : "يساوي تقريبًا الأداء البشري" (2017) [57]
- قابلية الشرح . يمكن للأنظمة الطبية الحالية تشخيص بعض الحالات الطبية بشكل جيد، لكنها لا تستطيع أن تشرح للمستخدمين سبب قيامهم بالتشخيص.[58]
- العديد من اختبارات الذكاء السائل (2020) [53]
- مشاكل الإدراك البصري بونجارد ، مثل معيار بونجارد-LOGO (2020) [53][59]
- معيار التفكير المنطقي البصري (VCR) (اعتبارًا من عام 2020) [51]
- التنبؤ بسوق الأوراق المالية : جمع البيانات المالية ومعالجتها باستخدام خوارزميات التعلم الآلي
- لعبة فيديو Angry Birds اعتبارًا من عام 2020 [60]
- المهام المختلفة التي يصعب حلها دون معرفة سياقية، بما في ذلك:
  - ترجمة
  - توضيح معنى الكلمة

## اختبارات مقترحة للذكاء الاصطناعي
في اختبار تورينج الشهير، اختار آلان تورينج اللغة، السمة المميزة للبشر ، كأساس لها. يعتبر اختبار تورينج الآن قابلاً للاستغلال بدرجة كبيرة بحيث لا يكون معيارًا ذا معنى.
اختبار فيجنباوم ، الذي اقترحه مخترع الأنظمة المتخصصة ، يختبر معرفة الآلة وخبرتها حول موضوع معين. اقترحت ورقة بحثية كتبها جيم جراي من مايكروسوفت في عام 2003 توسيع اختبار تورينج ليشمل فهم الكلام والتحدث والتعرف على الأشياء والسلوك.
تهدف اختبارات "الذكاء العالمي" المقترحة إلى مقارنة مدى نجاح الآلات والبشر وحتى الحيوانات غير البشرية في حل مجموعة من المشكلات العامة قدر الإمكان. في أقصى الحالات، يمكن لمجموعة الاختبار أن تحتوي على كل مشكلة محتملة، مرجحة بتعقيد كولموغوروف ؛ ومع ذلك، فإن مجموعات المشكلات هذه تميل إلى أن تهيمن عليها تمارين مطابقة الأنماط الفقيرة، حيث يمكن للذكاء الاصطناعي المضبوط أن يتجاوز مستويات الأداء البشري بسهولة.

## الامتحانات
وفقًا لـ OpenAI ، في عام 2023، حصل ChatGPT GPT-4 على النسبة المئوية التسعين في اختبار نقابة المحامين الموحد . في اختبارات SAT ، حصل GPT-4 على نسبة 89% في الرياضيات، و93% في القراءة والكتابة. في اختبارات GRE ، حصلت على نسبة 54 في المئة في اختبار الكتابة، و88 في المئة في القسم الكمي، و99 في المئة في القسم اللفظي. لقد حصلت على نسبة 99 إلى 100 في المئة في امتحان نصف النهائي لأولمبياد الأحياء بالولايات المتحدة الأمريكية لعام 2020. لقد حصل على درجة "5" كاملة في العديد من اختبارات AP .
وجد باحثون مستقلون في عام 2023 أن ChatGPT GPT-3.5 "أدى عند أو بالقرب من عتبة النجاح" للأجزاء الثلاثة من امتحان الترخيص الطبي بالولايات المتحدة . تم تقييم GPT-3.5 أيضًا للحصول على درجة منخفضة ولكن ناجحة في امتحانات أربع دورات في كلية الحقوق في جامعة مينيسوتا . اجتاز GPT-4 اختبارًا على غرار لوحة الأشعة النصية.

## مسابقات
تعمل العديد من المسابقات والجوائز، مثل تحدي Imagenet ، على تشجيع الأبحاث في مجال الذكاء الاصطناعي. تشمل مجالات المنافسة الأكثر شيوعًا الذكاء الآلي العام، وسلوك المحادثة، واستخراج البيانات، والسيارات الآلية ، وكرة القدم الآلية بالإضافة إلى الألعاب التقليدية.

## التوقعات الماضية والحالية
أعطى استطلاع للخبراء في عام 2016 تقريبًا، أجرته Katja Grace من معهد مستقبل الإنسانية وشركاؤها، تقديرات متوسطة لـ 3 سنوات لبطولة Angry Birds ، و4 سنوات لبطولة العالم للبوكر، و6 سنوات لـ StarCraft . وفي المهام الأكثر ذاتية، أعطى الاستطلاع 6 سنوات ل Star craft بالإضافة إلى العامل البشري العادي، و7-10 سنوات للإجابة بخبرة على الأسئلة "التي يمكن الوصول إليها بسهولة عبر Google"، و8 سنوات لمتوسط نسخ الكلام، و9 سنوات لمتوسط الخدمات المصرفية الهاتفية، و11 عامًا. سنوات من الخبرة في كتابة الأغاني، ولكن أكثر من 30 عامًا من كتابة كتاب من أكثر الكتب مبيعًا في صحيفة نيويورك تايمز أو الفوز في مسابقة بوتنام للرياضيات .

### شطرنج

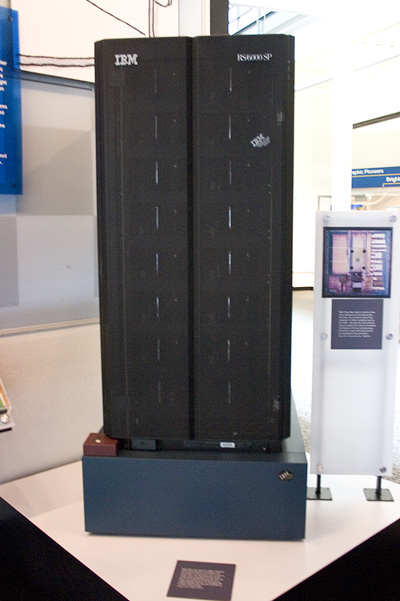
ديب بلو في متحف تاريخ الكمبيوتر

هزم الذكاء الاصطناعي أستاذًا كبيرًا في إحدى مباريات البطولة التنظيمية لأول مرة في عام 1988؛ تم تغيير علامتها التجارية إلى Deep Blue ، وقد تغلبت على بطل العالم في الشطرنج البشري في عام 1997 (انظر Deep Blue vs Garry Kasparov ).
| تم التنبؤ بالسنة | السنة المتوقعة  | عدد السنوات | المتنبئ                  | مصدر معاصر        |
| ---------------- | --------------- | ----------- | ------------------------ | ----------------- |
| 1957             | 1967 أو قبل ذلك | 10 أو أقل   | هربرت أ. سيمون ، اقتصادي |                   |
| 1990             | 2000 أو أقل     | 10 أو أقل   | راي كورزويل ، مستقبلي    | عصر الآلات الذكية |

### يذهب
هزم AlphaGo بطل Go الأوروبي في أكتوبر 2015، و Lee Sedol في مارس 2016، وهو أحد أفضل اللاعبين في العالم (انظر AlphaGo مقابل Lee Sedol ). وفقًا لمجلة ساينتفيك أمريكان ومصادر أخرى، توقع معظم المراقبين أن يكون أداء لعبة Computer Go الخارقة بعد عقد من الزمن على الأقل.
| تم التنبؤ بالسنة | السنة المتوقعة      | عدد السنوات | المتنبئ                               | انتساب                  | مصدر معاصر    |
| ---------------- | ------------------- | ----------- | ------------------------------------- | ----------------------- | ------------- |
| 1997             | 2100 أو في وقت لاحق | 103 أو أكثر | بيت هت، عالم فيزياء ومحب للعبة Go     | معهد الدراسات المتقدمة  | نيويورك تايمز |
| 2007             | 2017 أو قبل ذلك     | 10 أو أقل   | فنغ هسيونغ هسو ، الرصاص الأزرق العميق | مايكروسوفت للأبحاث آسيا | IEEE الطيف    |
| 2014             | 2024                | 10          | ريمي كولوم ، مبرمج كمبيوتر جو         | CrazyStone              | سلكي          |

### الذكاء العام الاصطناعي على مستوى الإنسان (AGI)
تنبأ رائد الذكاء الاصطناعي والاقتصادي هربرت أ. سيمون بشكل غير دقيق في عام 1965: "ستكون الآلات قادرة، في غضون عشرين عامًا، على القيام بأي عمل يمكن للإنسان القيام به". وبالمثل، كتب مارفن مينسكي في عام 1970 أنه "في غضون جيل واحد... سيتم حل مشكلة إنشاء الذكاء الاصطناعي بشكل كبير".
أشارت أربعة استطلاعات للرأي أجريت في عامي 2012 و2013 إلى أن متوسط التقدير بين الخبراء لموعد وصول الذكاء الاصطناعي العام هو من 2040 إلى 2050، اعتمادًا على الاستطلاع.
وجد استطلاع غريس في عام 2016 أن النتائج تختلف اعتمادًا على كيفية صياغة السؤال. طُلب من المشاركين تقدير "متى يمكن للآلات غير المدعومة إنجاز كل مهمة بشكل أفضل وبتكلفة أقل من العمال البشر" أعطوا إجابة متوسطة مجمعة تبلغ 45 عامًا وفرصة 10٪ لحدوث ذلك في غضون 9 سنوات. طلب من المشاركين الآخرين تقدير "متى تصبح جميع المهن قابلة للتشغيل الآلي بالكامل. أي متى يمكن بناء آلات لأي مهنة لتنفيذ المهمة بشكل أفضل وبتكلفة أقل من العمال البشريين" وقدر متوسط 122 عامًا واحتمال 10٪ 20 سنه. كان متوسط الاستجابة عندما يمكن أن يصبح "باحث الذكاء الاصطناعي" مؤتمتًا بالكامل حوالي 90 عامًا. ولم يتم العثور على صلة بين الأقدمية والتفاؤل، لكن الباحثين الآسيويين كانوا أكثر تفاؤلاً بكثير من الباحثين في أمريكا الشمالية في المتوسط؛ وتوقع الآسيويون 30 عاما في المتوسط "لإنجاز كل مهمة"، مقارنة بـ 74 عاما تنبأ بها سكان أمريكا الشمالية.
| تم التنبؤ بالسنة | السنة المتوقعة         | عدد السنوات | المتنبئ                               | مصدر معاصر                  |
| ---------------- | ---------------------- | ----------- | ------------------------------------- | --------------------------- |
| 1965             | 1985 أو قبل ذلك        | 20 أو أقل   | هربرت أ. سيمون                        | شكل الأتمتة للرجال والإدارة |
| 1993             | 2023 أو أقل            | 30 أو أقل   | فيرنور فينج ، كاتب خيال علمي          | "التفرد التكنولوجي القادم"  |
| 1995             | 2040 أو قبل ذلك        | 45 أو أقل   | هانز مورافيك ، باحث في مجال الروبوتات | سلكي                        |
| 2008             | أبدًا / المستقبل البعيد |             | جوردون إي مور ، مخترع قانون مور       | IEEE الطيف                  |
| 2017             | 2029                   | 12          | راي كورزويل                           | مقابلة                      |

## أنظر أيضا
- تطبيقات الذكاء الاصطناعي
- قائمة مشاريع الذكاء الاصطناعي
- قائمة التقنيات الناشئة

## ملحوظات
1. ↑  IEEE Spectrum attributes to Moore both "Never" and "I don't believe this kind of thing is likely to happen, at least for a long time"

تنسب مجلة IEEE Spectrum إلى مور قوله "أبداً" و"لا أعتقد أن هذا النوع من الأشياء من المحتمل أن يحدث، على الأقل لفترة طويلة".

## روابط خارجية
- قاعدة بيانات MIRI للتنبؤات حول AGI
- الذكاء الاصطناعي